# Hydraecia diplocyma
Hydraecia diplocyma är en fjärilsart som beskrevs av George Francis Hampson 1910. Hydraecia diplocyma ingår i släktet Hydraecia och familjen nattflyn. Inga underarter finns listade i Catalogue of Life.